# Myrmarachne lesserti
Myrmarachne lesserti este o specie de păianjeni din genul Myrmarachne, familia Salticidae, descrisă de Lawrence, 1938. Conform Catalogue of Life specia Myrmarachne lesserti nu are subspecii cunoscute.